# Gummibärchen küßt man nicht
Gummibärchen küßt man nicht ist eine deutsche Verwechslungskomödie von Walter Bannert aus dem Jahr 1989.

## Handlung
Im afrikanischen Dschungel erfährt Abenteurer Elefanten-Joe Thalberg, dass er einen erwachsenen Sohn hat. Er zieht mit seinen Geliebten Gilda und Ida los gen San Sebastian, um seinen Sohn Tony zu finden, der ihm einen Brief in den Dschungel geschickt hat. Tony wiederum hat von seiner Tante einen Wohnwagen geerbt, den er mit seinem Freund Peter wieder flott macht. Er zeigt Peter ein Bild seines Vaters und der ist sich sicher, dass es sich bei dem Mann um seinen früheren Religionslehrer Johannes handelt. Sie erfahren, dass Pater Johannes in einer Mission in San Sebastian arbeitet und fahren hin. Unterwegs nehmen sie die schöne Angela in ihrem Wohnwagen mit und bald entbrennt zwischen den beiden jungen Männern ein Kampf um Angela.
Der amerikanische Geheimdienst wiederum erfährt, dass vertrauliche Unterlagen der NATO gestohlen wurden, und will das Leck ausfindig machen. Dazu müssen die Agenten notgedrungen auf den Lieblingsneffen des Oberbefehlshabers der NATO zurückgreifen, der sich in der Vergangenheit als extrem unfähig erwiesen hat. Der Mann wird als Agent 712 losgeschickt, um die Aktentasche mit den Geheimpapieren zu finden. Zur Sicherheit setzt der Geheimdienst auf 712 die Agentin KX 3 an, die größeren Schaden verhindern soll.
712 glaubt, die undichte Stelle im vermeintlichen Immobilienmakler Geyer gefunden zu haben. Der vermietet Joe Thalberg und seinen Gespielinnen eine prunkvolle Villa in San Sebastian. Niemand weiß, dass Joe und Johannes Thalberg in Wirklichkeit Zwillinge sind. Weil 712s Weg auch Pater Johannes kreuzt, glaubt 712 bald, beide Personen seien ein und dieselbe und dass der Pater ein ausschweifendes Leben führe. Pater Johannes wiederum wird von Tony als Vater begrüßt, hat jedoch stets streng nach dem Zölibat gelebt. Immer öfter gerät Johannes in für ihn unerklärliche Situationen, die in der Regel auf eine Aktion seines Zwillingsbruders aufbauen. Im Schwimmbad in dessen gemieteter Villa hat Geyer unterdessen die Mappe mit den gestohlenen Papieren verloren.
Da Joe seinen Sohn sucht, ihn jedoch noch nie gesehen hat, wird ihm der debile Leo-Heinz als Tony vorgestellt und Joe ist enttäuscht. Gleichzeitig versucht der echte Tony, endlich mit seinem Vater in Kontakt zu treten, hat er doch erkannt, dass es sich um Zwillinge handeln muss. Joe glaubt, dass sein Zwillingsbruder schon lange gestorben ist. Umso erfreuter ist Joe, als er erfährt, dass Johannes lebt und der echte Tony sein Sohn ist. Leo-Heinz wird von Tony gestellt und als Schwindler entlarvt. Dennoch gelingt es Leo-Heinz, die Tasche mit den gestohlenen NATO-Dokumenten an sich zu nehmen und zu fliehen. Beim Trocknen der Papiere auf Geyers Anwesen stürmt die Polizei das Gebäude und nimmt alle Personen bis auf Geyer fest.
Die Kunde, dass Pater Johannes möglicherweise einen Sohn hat, ist bis zum Bischof vorgedrungen, der nach San Sebastian kommt. Erst nach einigen Verwechslungen lichtet sich das Chaos und beide Zwillinge treffen aufeinander. Joe wird mit Ida, Gilda und Tony zurück nach Afrika reisen, Peter und Angela werden ein Paar und 712 und KX 3 werden in Zukunft als Agenten zusammenarbeiten.

## Produktion
Gummibärchen küßt man nicht wurde vom 12. März bis 20. April 1989 auf Gran Canaria gedreht. Die Kostüme schuf Rolf Albrecht, das Szenenbild stammt von Richard Lindl. Der Film kam am 17. August 1989 in die deutschen Kinos und erschien im März 1990 auf Video. Am 4. November 1991 lief er auf RTL erstmals im deutschen Fernsehen und wurde 2008 mit zwei weiteren Filmen im Rahmen der Reihe Deutsche Kult-Klassiker auf DVD veröffentlicht.
Im Film sind zahlreiche Lieder zu hören:
- Draco Rosa: Angela; Little Woman
- Hong Kong Syndikat: Real Men Don’t Eat Gummibears
- Scott Dorsey & Louise Dorsey: Love is Gonna Last Forever
- Bonnie Bianco: A Cry in the Night
- Nino de Angelo: Who’s Gonna Love You Tonight
- Edelweiss: I Can’t Get No (Edelweiss)

Christopher Mitchum ist der Vater von Bentley Mitchum, die auch im Film Vater und Sohn darstellen.

## Kritik
Für den film-dienst war Gummibärchen küßt man nicht ein „banaler Klamaukfilm, ärgerlich durch selbstzweckhafte Verzeichnungen.“